# 符宣朝
符宣朝（1967年10月—），海南东方人，汉族，中国共产党党员。中华人民共和国政治人物、第十三届全国人民代表大会海南地区代表。

## 生平
符宣朝曾担任海南省三亚市人民政府副秘书长 、市口岸办主任，市计划局（发展与改革局）局长、党组书记，琼海市委副书记、市人民政府市长，中共琼海市委书记等职务。2016年，升任海南省农业厅党组书记、厅长。
2018年2月24日，当选为第十三届全国人大代表>。